# 李臨安
李臨安 （1431年—？年），字邦治，四川成都府內江縣人，軍籍，治《春秋 》，年三十歲中式天順四年庚辰科第三甲第七十七名進士。十一月初六日生，行五，曾祖李添祿；祖李觀，教諭 封給事中；父李蔚，元氏縣知縣；母明氏。具慶下，妻王氏，兄淮安。由國子生中式四川鄉試第十九名舉人，會試中式第一百二十一名。